# San Miguel Arcángel, Querétaro Arteaga
San Miguel Arcángel är en ort i Mexiko.   Den ligger i kommunen San Juan del Río och delstaten Querétaro Arteaga, i den sydöstra delen av landet, 130 km nordväst om huvudstaden Mexico City. San Miguel Arcángel ligger 2 271 meter över havet och antalet invånare är 285.
Terrängen runt San Miguel Arcángel är platt söderut, men norrut är den kuperad. Runt San Miguel Arcángel är det ganska tätbefolkat, med 86 invånare per kvadratkilometer. Närmaste större samhälle är San Juan del Río, 13,3 km nordväst om San Miguel Arcángel. Trakten runt San Miguel Arcángel består till största delen av jordbruksmark.